# Grodzisk Wielkopolski (gemeente)
De gemeente Grodzisk Wielkopolski is een stad- en landgemeente in het Poolse woiwodschap Groot-Polen, in powiat Grodziski (Groot-Polen).
De zetel van de gemeente is in Grodzisk Wielkopolski.
Op 30 juni 2004 telde de gemeente 18.560 inwoners.

## Oppervlakte gegevens
In 2002 bedroeg de totale oppervlakte van gemeente Grodzisk Wielkopolski 134,49 km², waarvan:
- agrarisch gebied: 59%
- bossen: 31%

De gemeente beslaat 20,89% van de totale oppervlakte van de powiat.

## Demografie
Stand op 30 juni 2004:
| Omschrijving                   | Totaal | Totaal | Vrouwen | Vrouwen | Mannen | Mannen |
| ------------------------------ | ------ | ------ | ------- | ------- | ------ | ------ |
| eenheid                        | aantal | %      | aantal  | %       | aantal | %      |
| inwoners                       | 18.560 | 100    | 9375    | 50,5    | 9185   | 49,5   |
| bevolkingsdichtheid (inw./km²) | 138    | 138    | 69,7    | 69,7    | 68,3   | 68,3   |

In 2002 bedroeg het gemiddelde inkomen per inwoner 1271,58 zł.

## Administratieve plaatsen (sołectwo)
Albertowsko, Biała Wieś, Borzysław, Chrustowo, Czarna Wieś, Grąblewo, Kąkolewo, Kobylniki, Kurowo, Lasówki, Ptaszkowo, Rojewo, Słocin, Snowidowo, Sworzyce, Woźniki, Zdrój.

## Overige plaatsen
Lulin, Młyniewo.

## Aangrenzende gemeenten
Granowo, Kamieniec, Nowy Tomyśl, Opalenica, Rakoniewice